# Tooltip

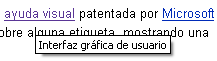
Exempel på tooltip.

Tooltip (även inforuta, knappbeskrivning eller verktygstips; /'tultip/) är ett vanligt grafiskt användargränssnitt. Det utgörs av en liten ruta med en förklarande text. Detta visas när användaren lägger muspekaren över ett objekt, till exempel en hyperlänk eller en bild.

## Bakgrund och användning
Tooltip används på webben, som en liten ruta med förklarande text när man hovrar över ett ord, en bild eller liknande. Rutan – som ofta har text mot ljusgul botten – visas i regel snett ovanför det den ska förklara.
En variant av tooltip är de förklarande pratbubblor eller rutor som finns eller har funnits i gränssnittet i vissa operativsystem och datorprogram. Mac OS Classic version 7 hade gulfärgade pratbubblor som förklarande verktygstips.
Funktionen med verktygstips förutsätter att det finns en pekare som kan förflyttas över skärmen. I pekarlösa gränssnitt (exempelvis hos smartmobiler) kan man inte hovra och därför inte framkalla ett verktygstips. Genom att trycka på skärmytan och hålla fingret/styrdonet still kan man dock i många fall få fram en motsvarande eller liknande informationsruta.

## Andra informationsrutor
Ett verktygstips framträder när man hovrar över något. Andra typer av informationsrutor kan framträda på grund av en händelse eller en felfunktion i själva systemet eller programmet. Dessa kan fungera som instruktion, varning, bekräftelse eller allmän information. I Microsoft Word har textrutor med animerade hundar eller glödlampor använts i utbildningssyfte för nya användare av ett program. I OS X (bland annat via systemtillägget Growl) visas i vissa lägen informationsrutor som i några sekunder bekräftar att en viktig händelse ägt rum.
I många program finns fasta utrymmen där händelser kan noteras. En sådan yta är statuslisten (även statusfält) i webbläsare, där statusen för hämtningen av en sida eller en fil kan noteras. Motsvarande fält/list finns ofta i e-postprogram och i gränssnittet hos smartmobiler.

## Översättningar
Ordet tooltip kommer från tidigare versioner av program från Microsoft (inklusive Windows 95), där dessa verktygstips framträdde när man hovrade över verktygen i den särskilda verktygslisten.